# Dynskulderlöpare
Dynskulderlöpare (Cymindis macularis) är en skalbaggsart som beskrevs av Mannerheim 1824. Dynskulderlöpare ingår i släktet Cymindis, och familjen jordlöpare. Enligt den svenska rödlistan är arten nära hotad i Sverige. Arten förekommer i Götaland, Gotland, Öland, Svealand, Nedre Norrland och Övre Norrland. Artens livsmiljö är havsstränder, jordbrukslandskap, stadsmiljö.